# La Caubella (Montferrer i Castellbò)
La Caubella és una muntanya de 1.158 metres que es troba al municipi de Montferrer i Castellbò, a la comarca de l'Alt Urgell.